# 佐々木玄龍
佐々木玄龍（ささき・げんりゅう、慶安3年8月27日（1650年9月22日） - 享保8年2月22日（1723年3月28日））は江戸時代初期の書家。名は玄龍、字は煥甫、通称は萬治郎、池庵と号す。弟の文山も書家である。

## 略伝
江戸で生まれる。幼少より書の修行に励み、「象體の字」を得意とする。天和2年（1682年）、来日した朝鮮通信使の一行と詩文をやりとりし、正徳元年（1711年）7月から幕府に仕え、この時と享保4年（1719年）9月にも朝鮮通信使の接待を任されている。享保6年（1721年）6月25日に致仕。享保8年（1723年）に病を得て没す。享年74歳。武州三縁山（増上寺）浄運院に葬る。現墓所は青山霊園(2イ11-34)。法号は「領春院興誉琉霊玄龍居士」。

## 書法
書家の細井九皋は『墨道私言』で玄龍と弟の文山は朝鮮の書法を学んだ、と書いている。玄龍自身は孟魯軒という清国人の書を蔵しそれを学んだという。細井広沢は孟魯軒はおそらく朝鮮の人で、玄龍の書は趙孟頫を尊重していた朝鮮人に似ると評す。『東川筆記』という文献には、玄龍は長崎の訳司・林道栄の門人であったと書かれている。
玄龍の門人として宝井其角・後藤仲龍などがいる。